# Qantassaurus intrepidus
Il qantassauro (Qantassaurus intrepidus) era un dinosauro erbivoro vissuto in Australia nel Cretaceo inferiore.

## Il dinosauro della Qantas

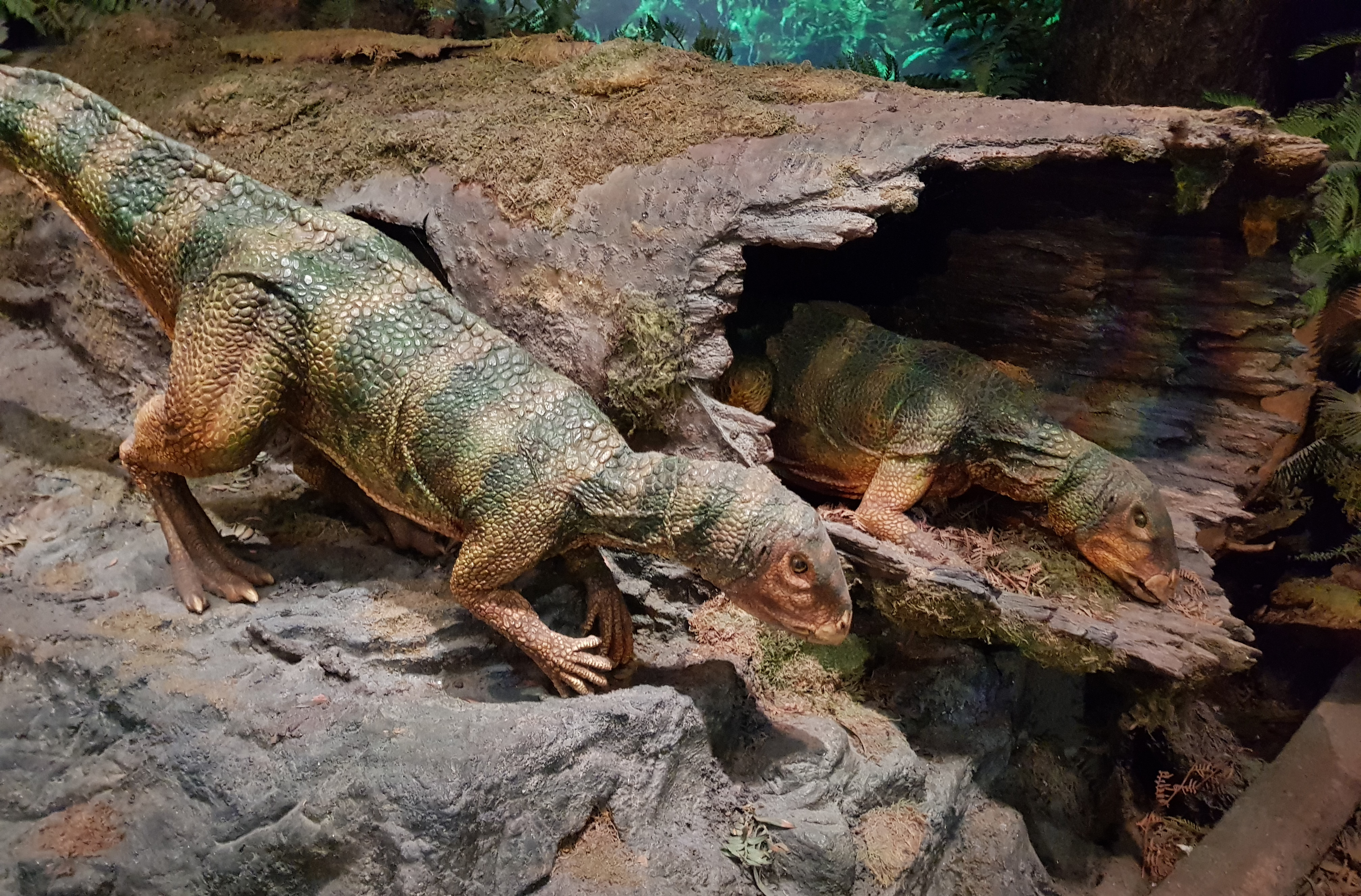
Ricostruzione museale

Questo piccolo dinosauro era un agile erbivoro appartenente agli ornitopodi ipsilofodontidi. Era più grosso del suo stretto parente Leaellynasaura, e come quest'ultimo è stato rinvenuto negli strati di Dinosaur Cove a Victoria (Australia). Lo strano nome deriva dalla Queensland and Northern Territory Air Service (la linea aerea Qantas), in riconoscimento al ruolo che la linea aerea aveva avuto nell'aiutare un'esposizione di fossili di dinosauro sul territorio australiano qualche anno prima.

## Un muso corto e alto
L'olotipo di Qantassaurus consiste in un dentale trovato presso Flat Rocks nello Strzelecki Group, a Victoria. Si distingue da altri ipsilofodontidi per l'avere solo dodici denti nella mandibola, mentre la maggior parte delle altre specie appartenenti a questa famiglia ne hanno almeno quattordici. Questo fatto suggerisce che Qantassaurus potrebbe aver posseduto un muso più corto e profondo degli altri ipsilofodontidi. Altre due mascelle simili sono state ritrovate, e sono state attribuite a Qantassaurus sp. Almeno una di queste mascelle è chiaramente danneggiata.